# Marsupium

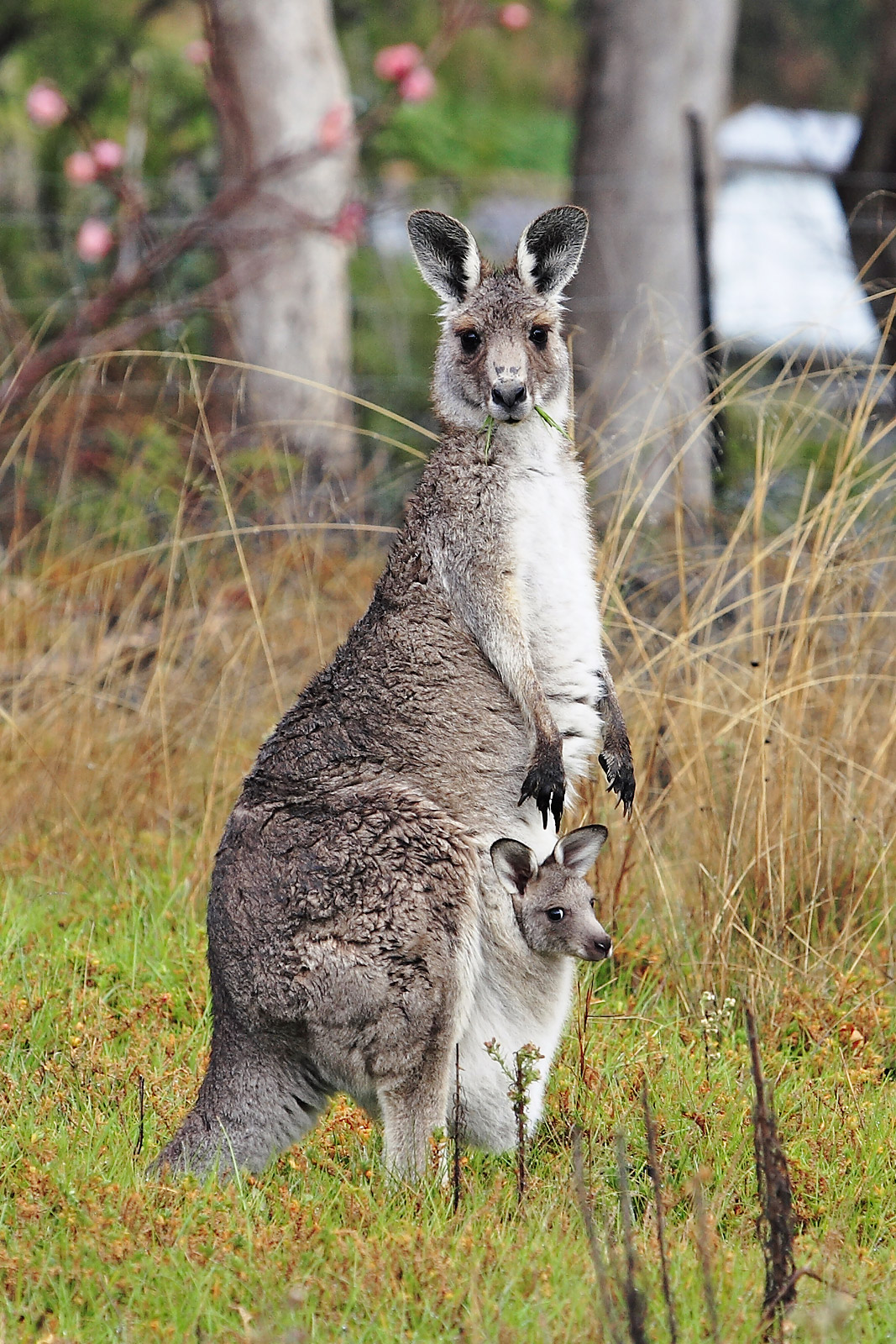
En ung känguru i moderns Marsupium.

Marsupium (av latin marsupium: väska/pung/ficka) är ett organ hos olika djur som skyddar ungarna under deras uppväxt.
Marsupium förekommer bland annat hos:
- Pungdjur
- Vissa kräftdjur, bland annat märlkräftor[1]
- Vissa musslor[2]